# Nawołoki
Nawołoki – miasto w Rosji, w obwodzie iwanowskim. W 2010 roku liczyło 10 206 mieszkańców.